# Айрас Нунес
А́йрас Ну́нес или А́йрас Ну́нес из Сантья́го (гал.-порт. Airas Nunes, также в орфографии Airas Nunez, галис. Airas Nunes) —  галисийский трубадур последней четверти XIII века. Был духовным лицом и стал известен как один из прославленных средневековых авторов кантиг на галисийско-португальском языке, относящихся к трубадурской школе Пиренейского полуострова.

## Написания имени
В XIII веке единые нормы орфографии галисийско-португальского языка установлены не были, для отображения одного и того же звука использовались пары взаимозаменяемых букв, например: «i» заменялось «y», «s» заменялась «z». Поэтому в дошедших до наших дней песенниках антропонимы средневековых авторов передаются несколькими вариантами, в том же числе и имя трубадура: Airas Nunes или Ayras Nunez, также Ayras nuñs или Ayras nunes.
В «Песеннике Национальной библиотеки» авторская рубрика трубадура начинается с пасторали Oí hoj'eu ũa pastor cantar (B 868/869/870), которой предшествует указание имени и занятия поэта: Ayras munez cligo. В том же случае в «Песеннике Ватикана» перед той же пасторалью (V 454) имя трубадура написано в иной орфографии: Ayras Nunez cligo. В обоих вариантах в слове гал.-порт. cligo «l» перечёркнуто горизонтально и походит на «t».
Елена Голубева использовала вариант Airas Nunez и следовала орфографии, приводимой авторитетным итальянским медиевистом Джузеппе Тавани (Giuseppe Tavani), автором первой и единственной монографии об Айрасе Нунесе.

## Биография
О жизненном пути Айраса Нунеса кроме его имени, двух документов и сохранённых двумя средневековыми антологиями 14 или 15 песен достоверных данных нет. Ни время и место рождения, ни время и место смерти, ни подданство трубадура неизвестны. Несмотря на это, более вероятно предположение, что трубадур был скорее галисийцем, чем португальцем или кастильцем. Тем не менее, в некоторых источниках встречаются указания на возможность того, что Айрас Нунес был кастильцем. Каролина Михаэлиш де Вашконселуш (Carolina Michaëlis de Vasconcelos) считала, что трубадур родился в Сантьяго-де-Компостела. Гумерсиндо Пласер Лопес (Gumersindo Placer López) полагал, что Айрас Нунес хотя и не родился в Сантьяго-де-Компостела, но был галисийцем. Исследователь разделял жизненный путь трубадура на два периода: в первом он путешествовал, во втором осел в Сантьяго-де-Компостела, что указано самим Айрасом Нунесом в нравоучительной сирвенте Porque no mundo mengou a verdade (B 871, V 455). В краткой справке об Айрасе Нунесе Е. Г. Голубева отметила: «возможно, родом галисиец, был духовным лицом, ученым, образованным человеком, знатоком провансальской и местной поэзии, что нашло отражение в его стихах».
Основными источниками данных о биографии Айраса Нунеса служат его же кантиги и две документальные записи от 1284 года из канцелярии кастильского короля Санчо IV, приведённые Тавани. На основании анализа текстов некоторых песен предполагается, что поэтическая деятельность Айраса Нунеса относится к хронологическим рамкам последней четверти XIII века, точнее к 1284—1289 годам. Указания имени трубадура на полях манускрипта «Кантиг о Деве Марии» косвенно свидетельствует о его возможном пребывании при дворе короля Кастилии и Леона Альфонсо X Мудрого. Сохранившийся фрагмент кантиги о друге A Santiagu'en romaría ven (B 874, V 458) вероятно описывает первый из двух визитов кастильского короля Санчо IV в Сантьяго-де-Компостела как результат его паломничества. Это событие имело место в 1286 году.
На знакомство с провансальской поэзией указывает использование трубадуром провансальского языка в окончаниях некоторых строф кантиги о любви Vi eu, senhor, vosso bom parecer (B 875/876/877/878, V 459/460/461). Тавани допускал гипотезу о возможных контактах Айраса Нунеса с провансальскими поэтами в Сантьяго-де-Компостела ввиду того, что благодаря паломничеству по дорогам Святого Иакова город был узловым центром не только литературного обмена, но других важных связей для всего Пиренейского полуострова, хотя ко второй половине XIII века утерял своё значение, которым славился столетием ранее. Использование провансальского языка не было свойственно авторам, сочинявшим песни на галисийско-португальском языке. Второй такой уникальный случай наблюдается только в единственной кантиге неопределённого жанра Alá u nazq la Torona (B 454) португальского трубадура Гарсии Мендеша де Эйшу (Garcia Mendes de Eixo), сохранившейся лишь в «Песеннике Национальной библиотеки».
Пласер Лопес обращал внимание на повторные упоминания в «Песеннике Ватикана» Айраса Нунеса как клирика. В кантиге насмешки и злословия O meu senhor o bispo, na Redondela, um dia (B 885, V 468) трубадур упоминает бегство епископа из Редонделы и свои седые волосы (гал.-порт. cabelos canos). Исследователи предполагают, что это событие связано с зафиксированными канцелярией кастильского короля Санчо IV в документах  1284 года выдачами Айрасу Нунесу денег на покупку коня и одежды. Если между этими событиями действительно имелась связь, то в 1284 году трубадур уже пребывал в преклонном возрасте. Использование обращения «мой господин» (meu senhor) к эпископу из Редонделы указывает, что Айрас Нунес занимал в церковной иерархии сан ниже епископа. К. М. де Вашконселуш и Г. Пласер Лопес полагали, что трубадур был священником. Джузеппе Тавани не разделял такое мнение специалистов и подчёркивал, что в данном случае c Айрасом Нунесом под клириком (гал.-порт. cligo, галис. clérigo) следует подразумевать образованного придворного, исполнявшего временами обязанности высокопоставленного прелата, но не церковного священника как служителя культа, подчиняющегося всем жёстким предписанным правилам.
Поэтому у Е. Г. Голубевой значится следующее: «Были среди трубадуров и духовные лица, ученые — Айрас Нунес из Сантьяго».

## Творчество
Г. Пласер Лопес писал о некоей загадочности личности Айраса Нунеса и отметил, что его творчеству был свойственен широкий охват, доступный лишь малому числу трубадуров. Творческая активность поэта датируется последними годами правления Альфонсо X и первыми годами правления Санчо IV, то есть приходится на короткий период с 1284 года по 1289 год.
Каролина Михаёлиш де Вашконселуш, автор фундаментального исследования о «Песеннике Ажуда», обращала внимание на то, что на полях кодекса библиотеки Эскориала b.I.2/j.b.2 рядом с кантигами CSM 223, 235 начертано имя Айраса Нунеса. Тавани отметил, что написание имени трубадура с текстом кантиги CSM 235 было ошибочно указано исследовательницей. Немецкий филолог-медиевист Вальтер Меттманн, издатель современного критического издания «Кантиг о Деве Марии», полагал, что в создании этих кодексов Альфонсо X принимали участие от трёх до шести поэтов, но бо́льшая часть текстов вышла из под пера одного автора — Айраса Нунеса.
Из творческого наследия Айраса Нунеса до наших дней дошло 14 или 15 песен с преобладанием кантиг о любви:
- 6 кантиг о любви (порт. cantiga de amor)
- 3 кантиги о друге (порт. cantiga de amigo)
- 3 кантиги насмешки и злословия (порт. cantiga de escárnio e maldizer)
- 1 пастораль
- 1 нравоучительная сирвента (порт. sirventês moral)[1].

Точное общее количество кантиг — 14 или 15 — зависит от того, считать ли две значительно различающиеся версии Amor faz a min amar tal senhor (B 873/885bis, V 457, V 469) одной кантигой о любви или двумя разными песнями. В «Песеннике Национальной библиотеки» — это два варианта одной песни, и общее число сочинений трубадура равно 14. В «Песеннике Ватикана» — это две различные песни под разными порядковыми номерами, поэтому общее количество кантиг поэта равно 15.
Сочинения трубадура сохранились только в двух основных сборниках — «Песеннике Национальной библиотеки» и «Песеннике Ватикана», но не представлены в «Песеннике Ажуда». Музыкальная нотация к песням не сохранилась. Относительно вопроса почти буквальных совпадений некоторых стихов Айраса Нунеса со стихами Дона Диниша, Жуана Зорру (Joan Zorro) и Нуно Фернандеса Торнеола (Nuno Fernandez Torneol) исследователи расходятся во мнении. Авторитетный португальский медиевист Мануэл Родригеш Лапа (Manuel Rodrigues Lapa) полагал, что все эти авторы использовали какой-то один общедоступный источник независимо друг от друга. Итальянский учёный Джузеппе Тавани, скептически относился к этой точке зрения и обращал внимание на частое почти прямое цитирование поэтом текстов других авторов, подчёркивая, что характер таких заимствований выражался не в плагиате, но использовался как пародия, либо становился их творческой обработкой в совершенно ином ключе.
В настоящее время имя трубадура находится среди галисийских средневековых авторов, «без которых немыслимы поэтические антологии европейского средневековья: Перо Меого, Мартин Кодакс, Мендиньо, Фернандо Эскио, Айрас Нунес, Пайо Гомес Шариньо, Нуно Фернандес Торнеол, Перо да Понте…».

## Bailemos nós já todas três, ai amigas
Кантига о друге Айраса Нунеса Bailemos nós já todas três, ai amigas (B 879, V 462) расценивается как одно из лучших и известнейших сочинений этого жанра на галисийско-португальском языке, относится к поджанру баллады (галис. bailada, bailía; порт. bailada, bailia), включает три шестистрочных строфы на одинаковые рифмы aaabab с меняющейся 2-й строкой рефрена в конце строфы. Известна под названием «баллада об орешнике» (порт. bailia das avelaneiras); орешник (или лещина) во многих древних культурах связан со свадебными обрядами, что по тексту песни скорее может соответствовать девичнику. Несмотря на отсутствие нотации, песня исполняется как контрафактура кантиги о Деве Марии CSM 116, а её другие версии записаны на CD на музыку современных авторов.
Согласно Мануэлу Педру Феррейре (Manuel Pedro Ferreira), эта кантига о друге «становится причиной танцевального представления» (порт. sugere um espectáculo de dança), или в переводе с английского языка: «свидетельствует о танцевальном событии» (англ. suggests a dance event), чего нельзя сказать о других кантигах, в которых упоминаются танцы. То есть, данное сочинение представляет редкий для поэзии Пиренейского полуострова на галисийско-португальском языке случай единства музыки, пения и танца. Контрастом этой песне воспринимается пятая кантига о друге Мартина Кодаса Quantas sabedes amar amigo (B 1282, N 5, V 888), в которой не упоминается танец, но её музыкальный характер соответствует гипотетическому импровизированному сольному танцу.

## Переводы на русский язык
На русский язык переведены две песни галисийского трубадура. Кантигу о любви «Какую радость дарит лето…» (Que muito m'eu pago deste verão, B 872, V 456) перевёл И. Чежегов. Кантига о друге Bailemos nós já todas três, ai amigas переведена дважды под названиями по первой строке: «Подружки милые мои, я приглашаю вас…» И. Чежеговым и «Кружим мы втроем часами» В. Андреевым.
- Лузитанская лира / Сост., предисл и комм. С. И. Пискуновой. — М.: Художественная литература, 1986.
- Поэзия трубадуров: Антология галисийской литературы / Составители: Елена Голубева, Елена Зернова; предисл.: Шесус Алонсо Монтеро; подготовка текстов и послесловие: Елена Голубева. — СПб.: Центр галисийских исследований СПбГУ при содействии издательства «Алетейя», 1995. — 237 с. — ISBN 5-85233-003-14 (ошибоч.).